# Cox Classic
De Cox Classic (van 1996 tot en met 2003 de Omaha Classic) is een golftoernooi van de Web.com Tour. Het toernooi wordt ieder jaar midden in de zomer op de Champions Run in Omaha (Nebraska) gespeeld. Chris Smith zette in 1997 het toernooirecord op zijn naam met een totaalscore van -26. Bo Van Pelt haalde in 2003 dezelfde score mede door een laatste ronde van 62.

## Winnaars
| Jaar                                    | Winnaar            | Score              | Score              |                    |
| NIKE Omaha Classic                      | NIKE Omaha Classic | NIKE Omaha Classic | NIKE Omaha Classic | NIKE Omaha Classic |
| --------------------------------------- | ------------------ | ------------------ | ------------------ | ------------------ |
| 1996                                    | Rocky Walcher      | 263                | -21                |                    |
| 1997                                    | Chris Smith        | 258                | -26                |                    |
| 1998                                    | Matt Gogel         | 271                | -13                |                    |
| 1999                                    | Mathew Goggin      | 260                | -24                |                    |
| BUY.COM Omaha Classic                   |                    |                    |                    |                    |
| 2000                                    | David Berganio Jr  | 264                | -20                |                    |
| 2001                                    | Heath Slocum       | 262                | -22                |                    |
| Omaha Classic                           |                    |                    |                    |                    |
| 2002                                    | Jay Delsing        | 263                | -21                |                    |
| 2003                                    | Bo Van Pelt        | 258                | -26                |                    |
| Cox Classic                             |                    |                    |                    |                    |
| 2004                                    | Charles Warren     | 261                | -21                |                    |
| Cox Classic presented by Chevrolet      |                    |                    |                    |                    |
| 2005                                    | Jason Gore         | 261                | -23                |                    |
| 2006                                    | Johnson Wagner     | 263                | -21                |                    |
| 2007                                    | Roland Thatcher    | 260                | -24                |                    |
| 2008                                    | Ryan Hietala       | 265                | -19                |                    |
| Cox Classic presented by Lexus of Omaha |                    |                    |                    |                    |
| 2009                                    | Rich Barcelo       | 264                | -20                |                    |
| 2010                                    | Martin Piller      | 261                | -23                |                    |
| 2011                                    | J. J. Killeen      | 262                | -22                |                    |
| 2012                                    | Ben Kohles         | 260                | -24                |                    |